# كجرات (باكستان)
کجرات أو غوجرات (بالأردوية: گجرات)‏ هي مدينة، في باكستان، تقع في البنجاب، هي عاصمة منطقة غوجارات، بلغ عدد سكانها 328,512 نسمة وذلك حسب إحصائيات سنة 2017، رمزها البريدي هو 50700.

## المناخ
يظهر الجدول التالي التغييرات المناخية على مدار السنة لكجرات:
| البيانات المناخية لـكجرات                            | البيانات المناخية لـكجرات | البيانات المناخية لـكجرات | البيانات المناخية لـكجرات | البيانات المناخية لـكجرات | البيانات المناخية لـكجرات | البيانات المناخية لـكجرات | البيانات المناخية لـكجرات | البيانات المناخية لـكجرات | البيانات المناخية لـكجرات | البيانات المناخية لـكجرات | البيانات المناخية لـكجرات | البيانات المناخية لـكجرات | البيانات المناخية لـكجرات |
| الشهر                                                | يناير                     | فبراير                    | مارس                      | أبريل                     | مايو                      | يونيو                     | يوليو                     | أغسطس                     | سبتمبر                    | أكتوبر                    | نوفمبر                    | ديسمبر                    | المعدل السنوي             |
| ---------------------------------------------------- | ------------------------- | ------------------------- | ------------------------- | ------------------------- | ------------------------- | ------------------------- | ------------------------- | ------------------------- | ------------------------- | ------------------------- | ------------------------- | ------------------------- | ------------------------- |
| متوسط درجة الحرارة الكبرى °م (°ف)                    | 19.2 (66.6)               | 22.1 (71.8)               | 27.4 (81.3)               | 33.7 (92.7)               | 39.1 (102.4)              | 41.1 (106.0)              | 36.3 (97.3)               | 34.6 (94.3)               | 35.1 (95.2)               | 33.1 (91.6)               | 27.2 (81.0)               | 21.2 (70.2)               | 30.8 (87.5)               |
| المتوسط اليومي °م (°ف)                               | 12.4 (54.3)               | 15.1 (59.2)               | 20.3 (68.5)               | 26 (79)                   | 31.1 (88.0)               | 34 (93)                   | 31.4 (88.5)               | 30.2 (86.4)               | 29.4 (84.9)               | 25.3 (77.5)               | 18.7 (65.7)               | 13.5 (56.3)               | 24.0 (75.1)               |
| متوسط درجة الحرارة الصغرى °م (°ف)                    | 5.6 (42.1)                | 8.1 (46.6)                | 13.3 (55.9)               | 18.4 (65.1)               | 23.2 (73.8)               | 26.9 (80.4)               | 26.6 (79.9)               | 25.8 (78.4)               | 23.8 (74.8)               | 17.6 (63.7)               | 10.2 (50.4)               | 5.8 (42.4)                | 17.1 (62.8)               |
| الهطول مم (إنش)                                      | 38 (1.5)                  | 37 (1.5)                  | 36 (1.4)                  | 21 (0.8)                  | 19 (0.7)                  | 47 (1.9)                  | 182 (7.2)                 | 205 (8.1)                 | 83 (3.3)                  | 12 (0.5)                  | 5 (0.2)                   | 18 (0.7)                  | 703 (27.8)                |
| المصدر: https://en.climate-data.org/location/964104/ |                           |                           |                           |                           |                           |                           |                           |                           |                           |                           |                           |                           |                           |

## أعلام
- غلام علي أوكاروي
- عاصم إقبال
- أمجد بشير
- مديحة شاه
- تشودري شجاعت حسين